# アダムズ郡 (アイダホ州)
アダムズ郡（アダムズぐん、英: Adams County）は、アメリカ合衆国アイダホ州の西部に位置する郡である。2010年国勢調査での人口は3,976人である。郡庁所在地はカウンシル（人口839人）であり、同郡で人口最大の都市でもある。
アダムズ郡は1911年3月3日に設立され、郡名は第2代アメリカ合衆国大統領ジョン・アダムズに因んで名付けられた。郡内にはニューメドウズの北東にブランデージ山スキー場があり、またアイダホジリスが生息している。

## 地理
アメリカ合衆国国勢調査局に拠れば、郡域全面積は1370.00平方マイル (3,548.3 km2)であり、このうち陸地は1364.58平方マイル (3,534.2 km2)、水域は5.43平方マイル (14.1 km2)で水域率は0.40％である。

### 隣接する郡
- アイダホ郡 - 北
- バレー郡 - 東
- ジェム郡 - 南東
- ワシントン郡 - 南
- ベーカー郡 (オレゴン州) - 南西
- ワローワ郡 (オレゴン州) - 北西

### 国立保護地域

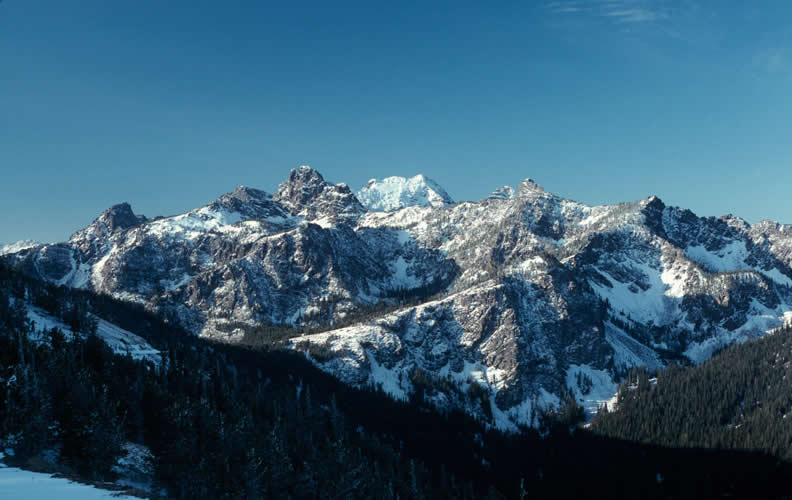
ペイエット国立の森にあるセブンデビルズ山脈

- ヘルズキャニオン国立レクリエーション地域（部分）
- ペイエット国立の森（部分）

### 高規格道路
- - アメリカ国道95号線
- - アイダホ州道55号線 - ペイエット川自然景観道路

## 人口動態
以下は2000年の国勢調査による人口統計データである。
| 基礎データ - 人口: 3,476人 - 世帯数: 1,421 世帯 - 家族数: 1,031 家族 - 人口密度: 1.0人/km2（2.5人/mi2） - 住居数: 1,982軒 - 住居密度: 1軒/km5（2/mi2） 人種別人口構成 - 白人: 96.29% - アフリカン・アメリカン: 0.06% - ネイティブ・アメリカン: 1.41% - アジア人: 0.14% - 太平洋諸島系: 0.03% - その他の人種: 0.92% - 混血: 1.15% - ヒスパニック・ラテン系: 1.55% 先祖による構成 - アメリカ人：25.6％ - ドイツ系：17.9％ - イギリス系：11.8％ - アイルランド系：7.0％ | 年齢別人口構成 - 18歳未満: 23.9% - 18-24歳: 4.6% - 25-44歳: 22.6% - 45-64歳: 32.7% - 65歳以上: 16.1% - 年齢の中央値: 44歳 - 性比（女性100人あたり男性の人口） - 総人口: 105.4 - 18歳以上: 102.1 世帯と家族（対世帯数） - 18歳未満の子供がいる: 28.0% - 結婚・同居している夫婦: 63.3% - 未婚・離婚・死別女性が世帯主: 5.7% - 非家族世帯: 27.4% - 単身世帯: 23.2% - 65歳以上の老人1人暮らし: 9.9% - 平均構成人数 - 世帯: 2.42人 - 家族: 2.83人 収入と家計 - 収入の中央値 - 世帯: 28,423米ドル - 家族: 32,335米ドル - 性別 - 男性: 29,097米ドル - 女性: 14,408米ドル - 人口1人あたり収入: 14,908米ドル - 貧困線以下 - 対人口: 15.1% - 対家族数: 11.7% - 18歳未満: 16.9% - 65歳以上: 11.7% |

### 収入

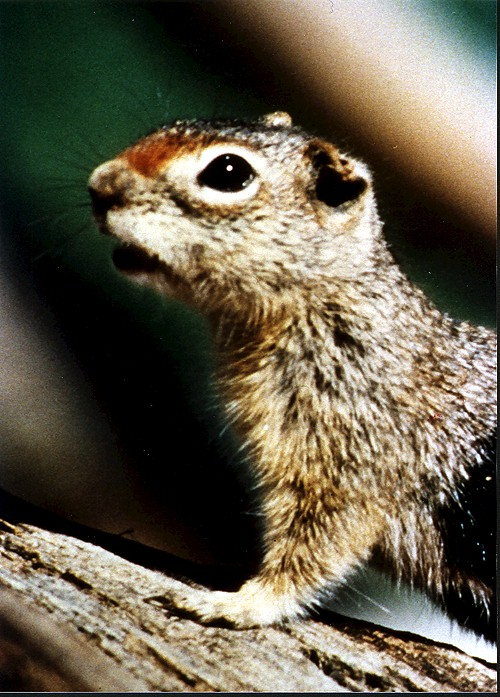
郡内に生息するアイダホジリス

## 都市と町

### 都市
- カウンシル - 郡庁所在地
- ニューメドウズ

### 未編入の町
- ベア
- カプラム
- フルートベイル
- インディアンバレー
- メドウズ
- タマラック - (アメリカ国道95号線沿いの製材所がある。バレー郡の元タマラック・リゾートとは別物